# بيير برنارد
بيير برنارد (بالفرنسية: Pierre Bernard)‏ (و. 1989  م) هو لاعب اتحاد الرغبي، من فرنسا، ولد في تولوز، يلعب كرامي متوسط ‏.

## روابط خارجية
- بيير برنارد على موقع ItsRugby.co.uk (الإنجليزية)